# Deutzer Friedhof

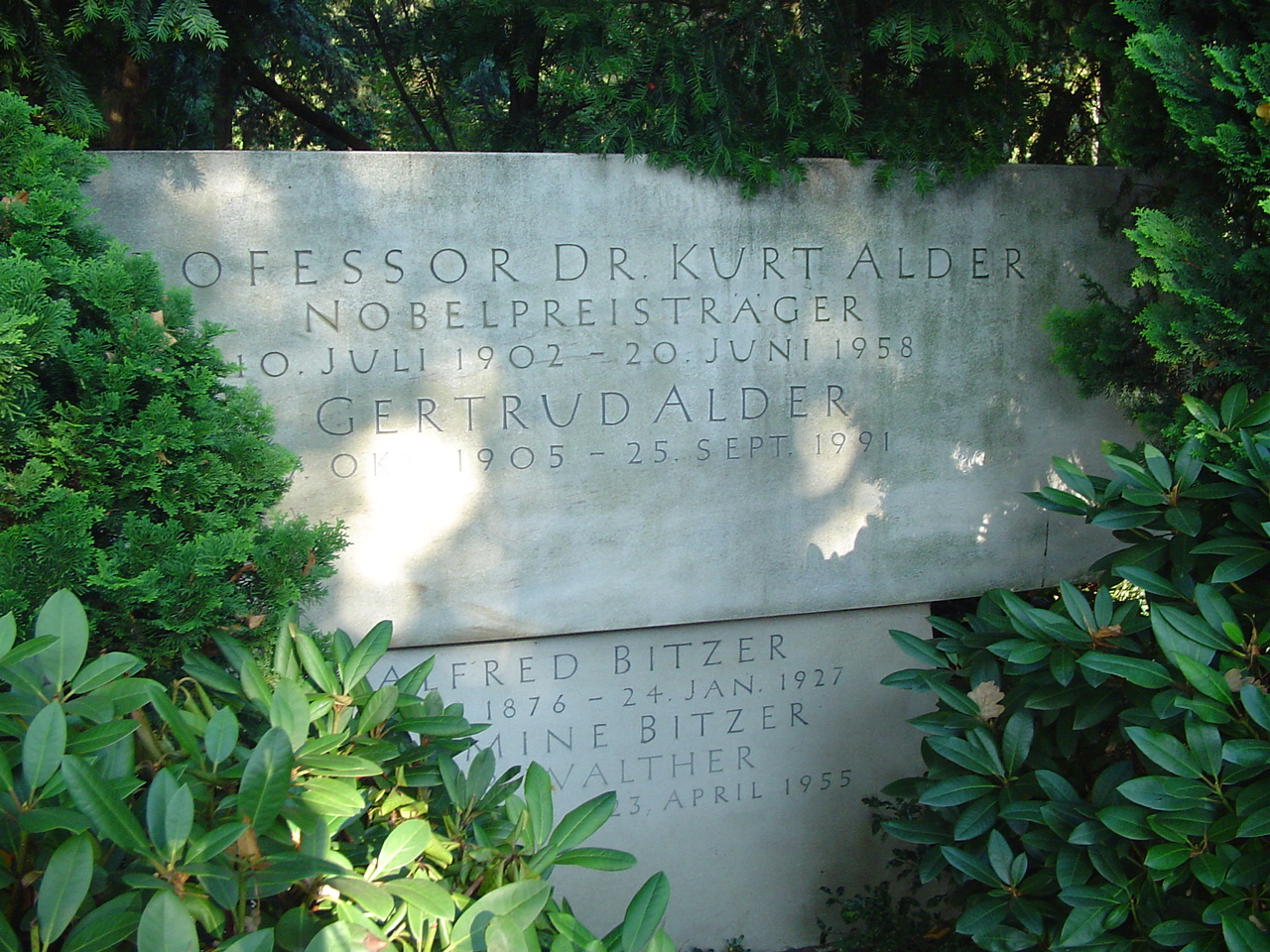
Grabstein von Kurt Alder

Der Deutzer Friedhof (eigentlich Neuer Deutzer Friedhof) ist ein städtischer Friedhof im rechtsrheinischen Kölner Stadtteil Poll. Der Friedhof ist rund 25,5 Hektar groß und liegt zwischen dem Rolshover Kirchweg, Am Grauen Stein, der A559 sowie einer von der nahe gelegenen Südbrücke führenden Güterbahnstrecke. Die Stadtbahnhaltestelle Raiffeisenstraße befindet sich wenige Gehminuten vom Haupteingang des Friedhofs am Rolshover Kirchweg.
Namensgebend für den Friedhof ist der benachbarte Stadtteil Deutz, für dessen Bedarf die Begräbnisstätte ursprünglich angelegt wurde. Der Deutzer Friedhof wurde am 9. April 1896 eröffnet und diente bei seiner Anlage als Ersatz für den bald darauf stillgelegten (bis heute jedoch als öffentliche Parkanlage erhalten gebliebenen) Alten Deutzer Kommunalfriedhof an der Deutz-Kalker Straße. Dieser entstand im Jahre 1822 und diente Zeit seines Bestehens als konfessionsunabhängige Begräbnisstätte der Stadt Deutz, die erst 1888 Köln zukam.
Heute stellt der Deutzer Friedhof – typisch für die städtischen Kölner Friedhöfe – eine parkartige Anlage mit dichter Baumbepflanzung dar. Im Eingangsbereich am Rolshover Kirchweg finden sich mehrere aufwändige Erbbegräbnisse aus der Anfangszeit des Friedhofs. Erwähnenswert ist auch das Grab des Kölner Chemieprofessors und Chemienobelpreisträgers Kurt Alder an der Friedhofsmauer gleich rechts des Haupteingangs.